# Willy Exner
Willy Exner (* 31. Januar 1888 in Breslau; † 10. April 1947) war ein deutscher Maler.
Der Sohn des Tapezierers Max Exner wuchs in Breslau auf und lernte 1902–1906 Maler und Lackierer. Nach Wanderschaft durch Norddeutschland und die Schweiz besuchte er ab Oktober 1910 die Königliche Akademie für Kunst und Kunstgewerbe in Breslau.
Ab 1915 diente er im Landsturm und wurde 1917 von Kaiser Wilhelm II. als Kriegsmaler bestellt.
1922 zog er nach Poppenhausen, wo er sechs Jahre später Elfriede Auguste Raspe heiratete, mit der er 1933 nach Grünsfeld und 1937 nach Wertheim übersiedelte.
Zum 1. Mai 1933 trat er der NSDAP bei (Mitgliedsnummer 2.834.191), wurde aber 1934 als Logenmitglied aus der Partei ausgeschlossen. Ab 1934 war er Mitglied der Reichskammer der bildenden Künste und malte ein Porträt von Adolf Hitler (1936) im Profil in Parteiuniform und offenem Stehkragen-Mantel. Durch dieses Gemälde „Der Führer“ erlangte Professor Exner damals einige Bekanntheit. Deshalb und auch wegen des Bildes von Hermann Göring wurde er nach dem Krieg von der Spruchkammer Wertheim als Hauptschuldiger wegen Unterstützung des Nationalsozialismus angeklagt. Noch vor Ende des Verfahrens, infolgedessen zwei Drittel seines Vermögens eingezogen wurden, erlag er einem Krebsleiden. Seine Witwe konnte jedoch mit Hilfe des Anwalts Martin Horn im März 1949 eine Revision bewirken.

## Belege
1. ↑   https://www2.landesarchiv-bw.de/ofs21/olf/einfueh.php?bestand=16731
2. ↑  Bundesarchiv R 9361-VIII KARTEI/8621191
3. ↑  Tobias Ronge: Das Bild des Herrschers in Malerei und Grafik des Nationalsozialismus; S. 265

| Personendaten    | Personendaten   |
| ---------------- | --------------- |
| NAME             | Exner, Willy    |
| KURZBESCHREIBUNG | deutscher Maler |
| GEBURTSDATUM     | 31. Januar 1888 |
| GEBURTSORT       | Breslau         |
| STERBEDATUM      | 10. April 1947  |